# Paul Keres
 Ez a cikk a sakkjátszmák algebrai lejegyzését alkalmazza.
Paul Keres (Narva, 1916. január 7. – Helsinki, 1975. június 5.) észt sakknagymester, Észtország négyszeres, a Szovjetunió háromszoros bajnoka, csapatban hétszeres, egyéniben hatszoros olimpiai aranyérmes, csapatban és egyéniben háromszoros Európa-bajnok, sakkszakíró, teoretikus, a sakkfeladványszerzés mestere.
1938-ban megnyerte az AVRO-tornát, ezzel jogot szerzett arra, hogy páros mérkőzésen megvívjon a regnáló sakkvilágbajnokkal, Alekszandr Aljechinnel. A világbajnoki páros mérkőzés előkészületei megkezdődtek, de a második világháború, majd Aljechin halála miatt az összecsapásra sohasem került sor. A háború után nyolcszor játszhatott a világbajnokjelöltek tornáján, és további négy alkalommal maradt le a világbajnokkal való megmérettetésről, amikor közvetlenül a világbajnok kihívója mögött végzett.
A versenyeredményei alapján a 20. század egyik legjobb sakkozója volt, sokan a legerősebb sakkjátékosnak tartják azok között, akik sohasem lettek világbajnokok. „A sakk koronahercege” néven is emlegették.
Észtországban már életében nemzeti hősként tisztelték. Halála után több városban neveztek el róla utcát, emeltek neki szobrot, és az euró bevezetéséig az ő arcképe díszítette az észt ötkoronás bankjegyet. 2014-ben a World Chess Hall of Fame tagjai sorába választották.
Születésének 100. évfordulóját, 2016-ot a Nemzetközi Sakkszövetség (FIDE) Paul Keres évének nyilvánította.

## Családja
Apja Peeter Keres (1876–1956) szabó, anyja Marie Keres leánykori neve, Lämmergas (1882–1970) varrónő volt. Négyen voltak testvérek, közülük Harald Keres (1912–2010) állami díjas asztrofizikus és elméleti fizikus, a Szovjet Tudományos Akadémia tagja lett. Felesége, Marie Konstantsia Rives (1917–2014) a fehéroroszországi Vityebszkből származott. A Tartui Egyetemen ismerkedtek meg, és 1941. december 27-én kötöttek házasságot. Három gyermekük született, akik közül Krista Keres (1954–2004) még anyja életében elhunyt.

## Pályája

### A korai idők
Négyéves korában az apjától és a bátyjától tanult sakkozni. Hatéves korában költözött át a család Narvából Pärnube. A városban alig létezett sakkirodalom, így egy napilap sakkfeladványaiból tanulta meg a sakklejegyzést. Kézírással majdnem ezer játszmából álló saját gyűjteményt hozott létre. A tizenéves Keres briliáns támadó stílusáról vált ismertté. 13 évesen megnyerte Pärnu város bajnokságát. Az észt iskolások bajnokságát háromszor nyerte meg, 1930-ban, 1932-ben (kilenc játszmából 9 ponttal, 100%-os teljesítménnyel) és 1933-ban.
Középiskolai éveiben, az 1930-as években aktív levelező sakkozó volt, ami sokat segített stílusának kiérlelésében. A legerősebbek közé tartozó német nyílt levelezési bajnokságon (Bundesmeisterschaft, German Open) egy ízben a győzelmet is megszerezte. Nemcsak a sakk érdekelte, I. osztályú teniszjátékos is volt, aki részt vett Észtország bajnokságán.
1937 és 1941 között a Tartui Egyetemen tanult matematikát, és képviselte az intézményt az egyetemek közti sakkversenyeken.

### A háború előtt (1935–1938)

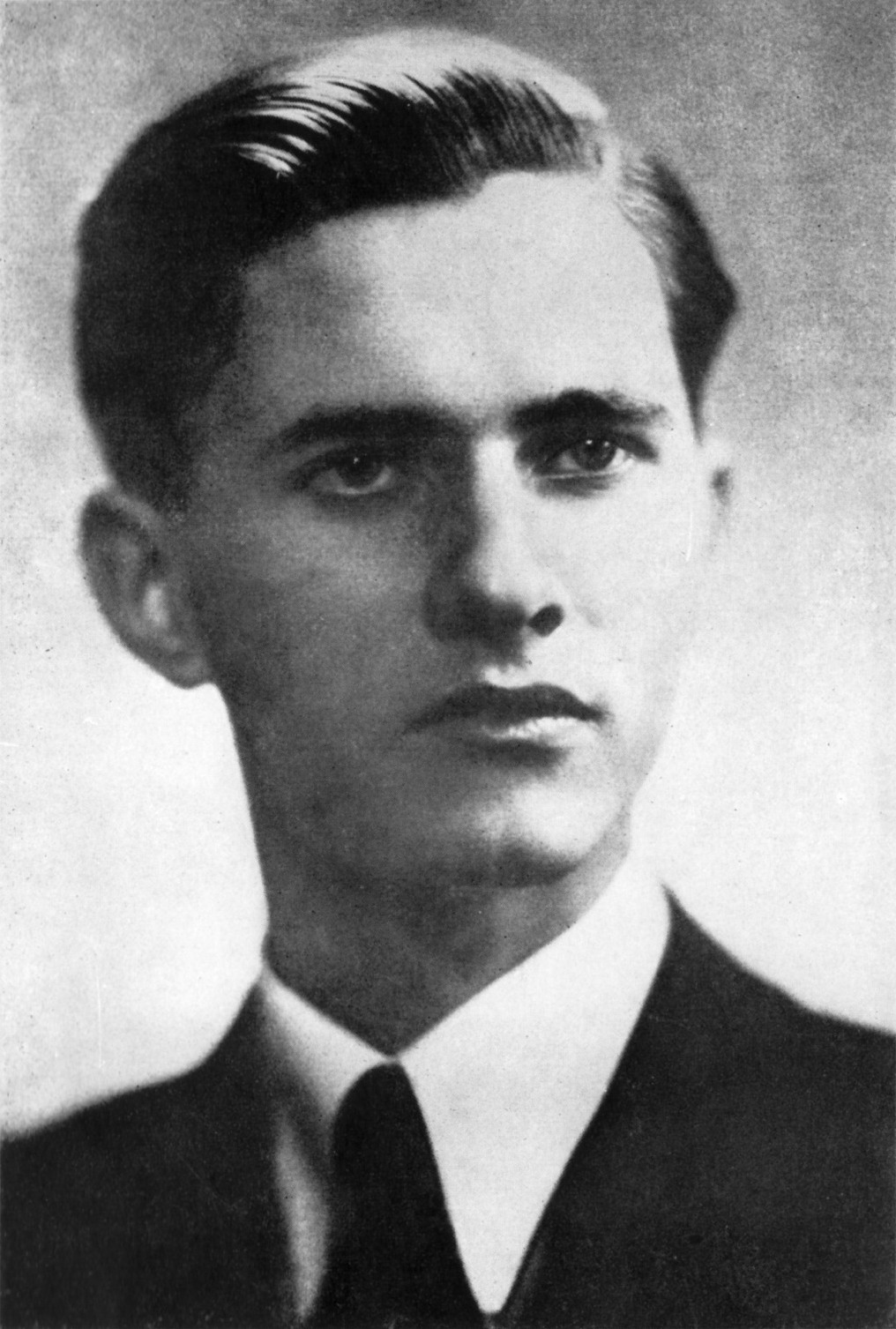
Paul Keres 20–30 éves kora között

Első alkalommal 1935-ben szerezte meg az észt bajnoki címet. A versenyen holtversenyben végzett Gunnar Friedemann-nal, de a rájátszás három partijában legyőzte őt (+2 =0 –1), ezzel ő nyerte el a bajnoki címet. Ugyanezen év áprilisában egy négyjátszmás edzőmérkőzésen legyőzte az egyik legerősebb tartui mestert, Feliks Kibbermannt is (+3 =0 –1).
A Varsóban rendezett hatodik sakkolimpián Keres játszott az észt csapat első tábláján. Fiatalsága és átütő stílusa az olimpia sztárjává avatta. Ez növelte önbizalmát és arra bátorította, hogy próbára tegye tudását a nemzetközi porondon is.
Még mindig 1935-ben Helsinkiben a nyolc lehetséges pontból 6,5-et elérve (6,5/8: +6 =1 –1) második helyen végzett Paulin Frydman mögött. A következő évben Tallinnban már győzött (9/10: +8 =2 –0). Első igazán nagy nemzetközi sikerét is 1936-ban érte el, amikor Bad Nauheimben Alekszandr Aljechinnel holtversenyben az első helyen végzett (6,5/9: +4 =5 –0). Az ugyanebben az évben Drezdában tartott versenyen azonban csak küszködött, és csak a 8–9. helyet érte el (+2 =3 –4), de mint később leírta, ebből a fiaskóból nagyon sokat tanult. Az 1936-os zandvoorti versenyen már kezdte kiheverni a kudarcot, és a 3–4. helyen zárt (+5 =3 –3). Ezután megvédte észt bajnoki címét, miután a kihívója, Paul Felix Schmidt elleni mérkőzése döntetlenül zárult (+3 =1 –3).
Az 1937-es év rendkívül sikeres volt Keres számára. Győzött Tallinnban (7,5/9: +6 =3 –0), majd Reuben Fine-nal együtt az 1–2. helyen végzett Margate-ben, másfél ponttal megelőzve Aljechint. Ostendében Fine-nal és Henry Grobbal együtt lett 1–3. (6/9: +5 =2 –2). A prágai versenyen Keres abszolút uralkodó volt (10/11: +9 =2 –0), Bécsben pedig megnyerte (4,5/6: +4 =1 –1) a Dőry-védelemről (1.d4 Hf6 2.Hf3 He4) rendezett témaversenyt. Ķemeriben (ma Jūrmala része) csak 4–5. lett (+8 =7 –2) Salo Flohr, Vladimirs Petrovs és Samuel Reshevsky mögött. Pärnuban holtversenyben a 2–4. volt (4,5/7 +3 =3 –1).
Ezek az eredmények meghívást hoztak számára a nagyon erős semmeringi tornára, amelyet megnyert (9/14: +6 =6 –2), Fine, José Raúl Capablanca, Reshevsky és Erich Eliskases előtt. Az 1937 és 1938 fordulóján tartott hastingsi tornán Reshevsky mögött fél ponttal (6,5/9: +4 =5 –0) holtversenyben a második lett, és a második helyen zárt Eliskases mögött Noordwijkban is (6,5/9: +4 =5 –0). Ugyancsak 1938-ban Stockholmban döntetlenül zárult páros mérkőzése Gideon Ståhlberggel (4-4: +2 =4 –2).

### Aljechin elleni világbajnoki mérkőzése meghiúsul
1938-ban a valamennyi sakkcsillagot felvonultató AVRO-tornán Hollandiában a 14 lehetséges pontból 8½-et szerezve Fine-nal együtt az élen zárt, ami azt jelentette, hogy a verseny győztese lett, mert Fine elleni két partiját 1½-½ arányban ő nyerte. Ennek az erős versenynek a győztese kihívhatta a világbajnok Alekszandr Aljechint, a mérkőzésről megindult tárgyalásoknak azonban véget vetett a második világháború kitörése és különösen Észtország első szovjet megszállása 1940-ben. Keres ekkortájt (1938-ban) kezdte az egyetemet is, ami növelte elfoglaltságait. Az 1939-es Leningrád–Moszkva nemzetközi tornán gyengébben szerepelt, csak a 12–13. helyet érte el, amit azzal magyarázott, hogy nem volt ideje felkészülni. A következő versenyre jobban felkészült, és 1939-ben Margate-ben győzött (7,5/9: +6 =3 –0), Capablanca és Flohr előtt.

### A háború idején
A második világháború kitörése a sakkolimpián, Argentínában érte. A verseny után még Buenos Airesben maradt, hogy részt vegyen egy nemzetközi tornán, amelyet Miguel Najdorffal holtversenyben megnyert (8,5/11: +7 =3 –1).
A következő sakkeseménye egy 14 játszmás páros mérkőzés volt a korábbi világbajnok Max Euwe ellen Hollandiában, 1939 decemberében és 1940 januárjában. Keres nagy harcban 7,5–6,5-re (+6 =3 –5) győzött. Ez nemcsak azért volt nagy eredmény, mert a volt világbajnokot verte meg, hanem azért is, mert Euwének sokkal nagyobb gyakorlata volt ebben a műfajban, mint Keresnek.
Az 1939. augusztus 23-án megkötött Molotov–Ribbentrop-paktum alapján 1940. augusztus 6-án a Szovjetunió bekebelezte Észtországot. Keres már 1940-ben részt vett a szovjet bajnokságban Moszkvában, és a nagyon erős mezőnyben Lilienthal Andor, Igor Bondarevszkij és Vaszilij Szmiszlov mögött a negyedik helyen végzett (+9 =6 –4), a korábbi bajnok Mihail Botvinnik előtt. A következő évben az első hat helyezett számára külön versenyt rendeztek, amelyen minden résztvevő négyszer játszott a többiekkel. A szupererős tornát Botvinnik nyerte (13,5/20), Keres a második lett (11/20), megelőzve Vaszilij Szmiszlovot, Iszaak Boleszlavszkijt, Lilienthal Andort és Igor Bondarevszkijt.
1942-ben Észtország színeiben indult, és Alekszandr Aljechin mögött a második helyen végzett a náci Németország által Sakk-Európa-bajnokságnak nevezett versenyen, amelyen a már akkor igen erős szovjet versenyzők nem indulhattak el.
Mivel a háború ideje alatt több olyan versenyen is részt vett, amelyet a náci Németország rendezett, és egy 1942-ben megjelent interjújában nem titkolta szovjetellenességét, ezért nem válogatták be a szovjet válogatottba az USA elleni 1945-ös rádiómérkőzésen, és nem vehetett részt a háború utáni első rangos sakkversenyen, az 1946-os groningeni tornán.

### Világbajnokjelölt 1948 és 1965 között
1945-ben megnyerte Észtország, 1946-ban Grúzia nyílt sakkbajnokságát. Játékereje miatt 1946-tól ismét játszhatott a Szovjetunió válogatottjában és a nemzetközi versenyeken, de élete végéig megfigyelés alatt tartották.
Az 1948-as sakkvilágbajnokságon a 3–4. helyen végzett Mihail Botvinnik és Vaszilij Szmiszlov mögött. 1953-ban, 1956-ban, 1959-ben és 1962-ben egyaránt a 2. helyen végzett a világbajnokjelöltek versenyén, mindannyiszor a később világbajnoki címet megszerző versenyző (Szmiszlov, Tal, Petroszján) mögött.

### Karrierjének csúcsa

Paul Keres bélyegen

1947-ben nyerte meg először a Szovjetunió sakkbajnokságát, amely a világ legerősebb bajnokságának számított. A mezőnyben egyedül Mihail Botvinnik nem játszott a vezető nagymesterek közül. A vert mezőnyben szerepelt Boleszlavszkij, Bondarevszkij, Szmiszlov, Bronstejn, az ekkor a Szovjetunióban élő Lilienthal Andor és mások.
Másodszor az 1950-es szovjet bajnokságon végzett az első helyen, olyan neveket utasítva maga mögé, mint Szmiszlov, Boleszlavszkij, Geller és a feltörekvő nagy tehetség, a későbbi világbajnok Tigran Petroszján.
1951-ben talán minden idők legerősebb szovjet bajnokságának mezőnyét utasította maga mögé. Ezen a versenyen Tigran Petroszján, Geller, Szmiszlov, Mihail Botvinnik, Bronstejn, Tajmanov és Salo Flohr is a résztvevők között volt.
1957-ben Mihail Tal mögött (aki ezt követően meg sem állt a világbajnoki cím elnyeréséig) végzett holtversenyben David Bronstejnnel a második helyen, olyan versenyzőket utasítva többek között maguk mögé, mint Borisz Szpasszkij, Viktor Korcsnoj, Tigran Petroszján és Boleszlavszkij.
Ebben az időszakban több jelentős nemzetközi versenyen végzett a mezőny élén: 1947-ben az észtországi Pärnuban, 1950-ben Szczawno-Zdrójban (két magyar: Szabó László és Barcza Gedeon előtt), és 1952-ben Budapesten a Maróczy Géza-emlékversenyen, ahol a mezőnyben olyanok végeztek mögötte, mint Geller, Mihail Botvinnik, Szmiszlov, Gideon Stahlberg, Szabó László, Tigran Petroszján, Benkő Pál, Barcza Gedeon és mások. Több szakíró, így a magyar Varnusz Egon is, aki kétkötetes monográfiát jelentetett meg Paul Keres legjobb játszmáiból, a budapesti versenyt tartja Keres pályafutása csúcsának.

### Későbbi karrierje
1947-től kezdődően a már említetteken kívül több nemzetközi versenyen végzett egyedül vagy holtversenyben az élen. Holtversenyben Szmiszlovval végzett az első helyen 1954–55-ben Hastingsben, 10-ből 9,5 ponttal győzött 1955-ben a Baltikum sakkbajnokságán Pärnuban, 1957-ben megnyerte a Mar del Platában, valamint a Santiagóban rendezett versenyt, és 1957/58 fordulóján a hagyományos Hastings Christmas Chess Festivalt. 1960-ban Pärnuban ismét megnyerte a Baltikum sakkbajnokságát, 1961-ben Zürichben, 1963-ban a rendkívül erős első Piatigorsky-emlékversenyen Los Angelesben végzett az élen. 1964-ben győzött a Corus-sakktornán Beverwijkben, és Petroszjánnal holtversenyben végzett az élen Buenos Airesben. 1964–65-ben ismét nyert Hastingsben, és holtversenyes első helyezést szerzett Marianské Laznében. Egyedüli első lett Stockholmban a jubileumi versenyen 1966–67 fordulóján. 1968-ban két pont előnnyel az első helyen végzett Bambergben, és 1970-ben megnyerte a Budapesten rendezett nemzetközi versenyt. 1971-ben első lett Tallinnban, majd betegsége miatt lényegében kihagyta a következő éveket.

### Halála
1975-ben utolsó nagy versenyét nyerte Tallinnban, ahol a vert mezőnyben volt Szpasszkij, Hort, Bronstejn, Tajmanov és Lengyel Levente is. Utolsó versenye a kanadai Vancouverben volt, amelyet megnyert. Útban hazafelé Helsinkiben szívrohamot kapott és meghalt. Tallinnban állami tiszteletadással temették el. A temetésén mintegy 100 000-en voltak jelen, és beszédet mondtak az észt állami vezetők, valamint a FIDE-elnöke, Max Euwe is.

### Eredményei az olimpiákon
1935–1964 között 11 sakkolimpián vett részt. Észtország színeiben négyszer, a Szovjetunió színeiben hét alkalommal szerepelt a válogatottban. Csapatban hét arany és egy bronz, egyéniben hat arany, egy ezüst és egy bronzérmet szerzett. 1954–1962 között öt olimpián nem talált legyőzőre. Rekordnak számító eredményt ért el az 1954-es sakkolimpián, ahol 14 játszmából 13-at megnyert és 1 döntetlent ért el, amely 96,4%-os teljesítmény.
| Év   | Olimpia Helyszín                                     | Ország      | Tábla | Győzelem | Döntetlen | Vereség | %    | Helyezés csapat | Helyezés egyéni |
| 1935 | 6. sakkolimpia · Varsó ( Lengyelország)              | Észtország  | 1.    | 11       | 3         | 5       | 65,8 | 11.             | 5.              |
| 1936 | 3. nemhivatalos sakkolimpia · München ( Németország) | Észtország  | 1.    | 12       | 7         | 1       | 77,5 | 10.             | Aranyérem       |
| 1937 | 7. sakkolimpia · Stockholm ( Svédország)             | Észtország  | 1.    | 9        | 4         | 2       | 73,3 | 7.              | Ezüstérem       |
| 1939 | 8. sakkolimpia · Buenos Aires ( Argentína)           | Észtország  | 1.    | 12       | 5         | 2       | 76,3 | Bronzérem       | 5.              |
| 1952 | 10. sakkolimpia · Helsinki ( Finnország)             | Szovjetunió | 1.    | 3        | 7         | 2       | 54,2 | Aranyérem       | 10.             |
| 1954 | 11. sakkolimpia · Amszterdam ( Hollandia)            | Szovjetunió | 4.    | 13       | 1         | 0       | 96,4 | Aranyérem       | Aranyérem       |
| 1956 | 12. sakkolimpia · Moszkva ( Szovjetunió)             | Szovjetunió | 3.    | 7        | 5         | 0       | 79,2 | Aranyérem       | Aranyérem       |
| 1958 | 13. sakkolimpia · München ( NSZK)                    | Szovjetunió | 3.    | 7        | 5         | 0       | 79,2 | Aranyérem       | Aranyérem       |
| 1960 | 14. sakkolimpia · Lipcse ( NDK)                      | Szovjetunió | 3.    | 8        | 5         | 0       | 80,8 | Aranyérem       | Aranyérem       |
| 1962 | 15. sakkolimpia · Várna ( Bulgária)                  | Szovjetunió | 4.    | 6        | 7         | 0       | 73,1 | Aranyérem       | Bronzérem       |
| 1964 | 16. sakkolimpia · Tel-Aviv ( Izrael)                 | Szovjetunió | 4.    | 9        | 2         | 1       | 83,3 | Aranyérem       | Aranyérem       |

### Eredményei asakkcsapat Európa-bajnokságokon

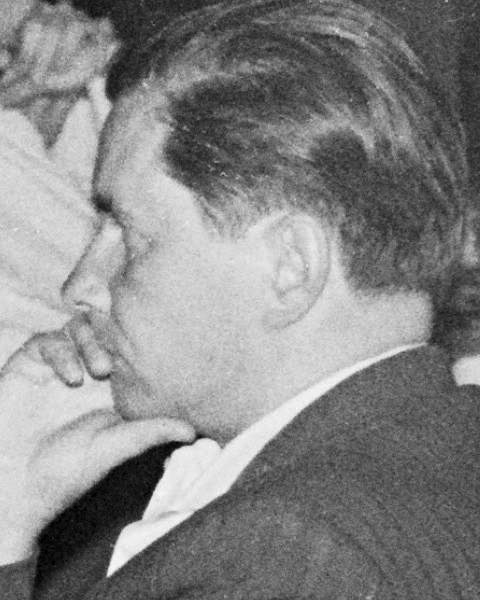
Paul Keres az 1961-es Európa-bajnokságon

1957–1970 között három alkalommal (1957 Bécs, 1961 Oberhausen, 1970 Kapfenberg) játszott a Szovjetunió válogatottjában a sakkcsapat Európa-bajnokságon, mindhárom alkalommal csapatban és egyéniben is aranyérmet szerzett.

## Játékereje
A Chessmetrics historikus pontszámítása szerint a mai Élő-pontszámnak megfelelő legmagasabb értékszáma 2786 volt, amit 1947. márciusban ért el, ezzel akkor a világranglista 2. helyén állt Mihail Botvinnik mögött. 1943. július és 1960. július között összesen 52 hónapon keresztül foglalta el a világranglista 2. helyét. A legmagasabb teljesítményértékét, 2836-ot, az 1959-ben Jugoszláviában rendezett világbajnokjelöltek versenyén érte el, ahol később a világbajnoki címet is megszerző Mihail Tal mögött a második helyen végzett.

### Győzelem kilenc világbajnok ellen
Az egyike annak a három versenyzőnek, aki a legtöbb, összesen kilenc világbajnok ellen nyerni tudott. Rajta kívül ez csak Viktor Korcsnojnak és Alekszandr Beljavszkijnak sikerült.
- 1938-ban az AVRO-versenyen legyőzte José Raúl Capablancát,[83] aki 1921–1927 között viselte a világbajnoki címet;
- 1937-ben Margate-ben legyőzte Alekszandr Aljechint,[84] az 1927–1935 és 1937–1946 közötti világbajnokot;
- Max Euwe (1935–1937 között világbajnok) ellen 11 alkalommal is győzni tudott; ellene a mérlege +11 =9 –7. Legszebb győzelmét 1940-ben a páros mérkőzésükön aratta ellene.[85]
- Mihail Botvinnik ellen, aki 1948 és 1963 között (kétszer egy év megszakítással) őrizte a világbajnoki trónust, három alkalommal is győzni tudott: az 1948-as sakkvilágbajnokságon,[86] 1955-ben a szovjet bajnokság döntőjében[87] és 1956-ban az Aljechin-emlékversenyen.[88]
- Vaszilij Szmiszlov 1957–1958 közötti világbajnok ellen kilenc alkalommal győzött, először 1939-ben egy Leningrád–Moszkva tréningversenyen, utoljára 1959-ben a világbajnokjelöltek versenyén. Legszebb ezek közül az 1948-as sakkvilágbajnokságon aratott győzelme.[89]
- Mihail Tal, az 1960–1961 közötti világbajnok ellen is pozitív a mérlege, nyolc alkalommal is legyőzte: +8 =17 –5. Első győzelmét 1954-ben az Észtország–Lettország válogatott csapatmérkőzésen aratta ellene, utoljára 1967-ben Moszkvában sikerült legyőznie. A legszebb a nyertes játszmái közül az 1962-ben a Curacaóban rendezett világbajnokjelölti versenyen aratott győzelme.[90]
- Tigran Petroszján (világbajnok 1963–1969 között) ellen háromszor állt fel nyertesen a sakkasztal mellől: először az 1949-es szovjet bajnokságon, majd 1953-ban a Zürichben rendezett világbajnokjelöltek versenyén, de a legszebb győzelmet 1961-ben Zürichben aratta ellene 1961-ben.[91]
- Borisz Szpasszkij, az 1969–1972 közötti világbajnok ellen is három alkalommal győzött: először 1955-ben a Göteborgban rendezett zónaközi versenyen aratott szép vezéráldozatos győzelmet,[92] és 1965-ben a világbajnokjelöltek versenyének negyeddöntőjében, ahol ugyan végeredményben 6–4 arányban alulmaradt, de kétszer is győzni tudott a végül a világbajnoki döntőig jutó Szpasszkij ellen.
- Bobby Fischer 1972–1975 közötti világbajnok ellen is háromszor győzött. Kétszer az 1959-es világbajnokjelölti versenyen,[93] és győzött ellene az 1962-es világbajnokjelölti versenyen is.

### Legszebb játszmái
|    | |    |    |    |    |    |    |
|    | \| \| \| \| \| \| \| \| \| \| \| \| \| \| \| \| \| \| \| \| \| \| \| \| \| \| \| \| \| \| \| \| \| \| \| \| \| \| \| \| \| \| \| \| \| \| \| \| \| \| \| \| \| \| \| \| \| \| \| \| \| \| \| \| \| \| \| \| \| \| \| \| |    |    |    |    |    |    |
|    | |    |    |    |    |    |    |
| a8 | b8 | c8 | d8 | e8 | f8 | g8 | h8 |
| a7 | b7 | c7 | d7 | e7 | f7 | g7 | h7 |
| a6 | b6 | c6 | d6 | e6 | f6 | g6 | h6 |
| a5 | b5 | c5 | d5 | e5 | f5 | g5 | h5 |
| a4 | b4 | c4 | d4 | e4 | f4 | g4 | h4 |
| a3 | b3 | c3 | d3 | e3 | f3 | g3 | h3 |
| a2 | b2 | c2 | d2 | e2 | f2 | g2 | h2 |
| a1 | b1 | c1 | d1 | e1 | f1 | g1 | h1 |

| a8 | b8 | c8 | d8 | e8 | f8 | g8 | h8 |
| a7 | b7 | c7 | d7 | e7 | f7 | g7 | h7 |
| a6 | b6 | c6 | d6 | e6 | f6 | g6 | h6 |
| a5 | b5 | c5 | d5 | e5 | f5 | g5 | h5 |
| a4 | b4 | c4 | d4 | e4 | f4 | g4 | h4 |
| a3 | b3 | c3 | d3 | e3 | f3 | g3 | h3 |
| a2 | b2 | c2 | d2 | e2 | f2 | g2 | h2 |
| a1 | b1 | c1 | d1 | e1 | f1 | g1 | h1 |

Paul Keres–Szabó László, Budapest (1955), szicíliai védelem, Richter-Rauzer, klasszikus változat (ECO B64) 1-0
1.e4 c5 2.Hf3 Hc6 3.d4 cxd4 4.Hxd4 Hf6 5.Hc3 d6 6.Fg5 e6 7.Vd2 Fe7 8.O-O-O O-O 9.f4 a6 10.e5 dxe5 11.Hxc6 bxc6 12.fxe5 Hd7 13.h4 Bb8 14.Ve3 Be8 15.Bh3 Va5 16.Fxe7 Bxe7 17.Bg3 Be8 18.Bxd7 Fxd7 19.Fd3 h6 20.Vf4 Kf8 21.Bxg7 Kxg7 22.Vf6+ Kf8 23.Fg6 1-0
Paul Keres–Jefim Geller, Keres–Geller rájátszás a világbajnokjelöltek versenyének 2. helyéért (1962), elhárított vezércsel, fél-Tarrasch védelem, Pillsbury-változat (ECO D41) 1-0
1.d4 Hf6 2.c4 e6 3.Hf3 d5 4.Hc3 c5 5.cxd5 Hxd5 6.e3 Hc6 7.Fc4 Hxc3 8.bxc3 Fe7 9.O-O O-O 10.e4 b6 11.Fb2 Fb7 12.Ve2 Ha5 13.Fd3 Bc8 14.Bad1 cxd4 15.cxd4 Fb4 16.d5 exd5 17.exd5 Ve7 18.He5 f6 19.Vh5 g6 (diagram) 20.Hxg6 hxg6 21.Fxg6 Vg7 22.Bd3 Fd6 23.f4 Vh8 24.Vg4 Fc5+ 25.Kh1 Bc7 26.Fh7+ Kf7 27.Ve6+ Kg7 28.Bg3+ 1-0

Paul Keres–Verbac, levelezési játszma (1933), francia védelem, Alapin-csel (ECO C00) 1–0
1.d4 d5 2.e4 e6 3.Fe3 dxe4 4.Hd2 f5 5.f3 exf3 6.Hgxf3 Hf6 7.Fd3 c5 8.O-O cxd4 9.Hxd4 f4 10.Bxf4 e5 11.Fb5+ Kf7 12.Vh5+ g6 13.Fc4+ Kg7 14.Vh6+ Kxh6 15.Bh4+ Kg7 16.Fh6# 1-0
Paul Keres–William Winter, Varsó (sakkolimpia) (1935), szicíliai védelem, Nimzowitsch, bővített változat (ECO B29) 1–0
1.e4 c5 2.Hf3 Hf6 3.e5 Hd5 4.Hc3 e6 5.Hxd5 exd5 6.d4 d6 7.Fg5 Va5+ 8.c3 cxd4 9.Fd3 dxc3 10.O-O cxb2 11.Bb1 dxe5 12.Hxe5 Fd6 13.Hxf7 Kxf7 14.Vh5+ g6 15.Fxg6+ hxg6 16.Vxh8 Ff5 17.Bfe1 Fe4 18.Bxe4 dxe4 19.Vf6+ 1-0
|    | |    |    |    |    |    |    |
|    | \| \| \| \| \| \| \| \| \| \| \| \| \| \| \| \| \| \| \| \| \| \| \| \| \| \| \| \| \| \| \| \| \| \| \| \| \| \| \| \| \| \| \| \| \| \| \| \| \| \| \| \| \| \| \| \| \| \| \| \| \| \| \| \| \| \| \| \| \| \| \| \| |    |    |    |    |    |    |
|    | |    |    |    |    |    |    |
| a8 | b8 | c8 | d8 | e8 | f8 | g8 | h8 |
| a7 | b7 | c7 | d7 | e7 | f7 | g7 | h7 |
| a6 | b6 | c6 | d6 | e6 | f6 | g6 | h6 |
| a5 | b5 | c5 | d5 | e5 | f5 | g5 | h5 |
| a4 | b4 | c4 | d4 | e4 | f4 | g4 | h4 |
| a3 | b3 | c3 | d3 | e3 | f3 | g3 | h3 |
| a2 | b2 | c2 | d2 | e2 | f2 | g2 | h2 |
| a1 | b1 | c1 | d1 | e1 | f1 | g1 | h1 |

| a8 | b8 | c8 | d8 | e8 | f8 | g8 | h8 |
| a7 | b7 | c7 | d7 | e7 | f7 | g7 | h7 |
| a6 | b6 | c6 | d6 | e6 | f6 | g6 | h6 |
| a5 | b5 | c5 | d5 | e5 | f5 | g5 | h5 |
| a4 | b4 | c4 | d4 | e4 | f4 | g4 | h4 |
| a3 | b3 | c3 | d3 | e3 | f3 | g3 | h3 |
| a2 | b2 | c2 | d2 | e2 | f2 | g2 | h2 |
| a1 | b1 | c1 | d1 | e1 | f1 | g1 | h1 |

Karu–Paul Keres levelezési játszma (1931), elhárított vezércsel, Albin-ellencsel (ECO D08) 0-1
1.d4 d5 2.c4 e5 3.Hc3 exd4 4.Vxd4 Hc6 5.Vxd5 Fe6 6.Vb5 a6 7.Va4 Fb4 8.Fd2 Fxc4 9.a3 b5 10.Vc2 Hd4 11.Ve4+ Fe7 12.Hf3 c5 13.Bc1 Hf6 14.Vb1 Vd6 15.Hxd4 cxd4 16.He4 Hxe4 17.Vxe4 O-O 18.Ff4 Vd8 19.Bd1 Ff6 20.Vf3 Be8 21.b3 d3 22.e4 Fc3+ 23.Fd2 Vd4 24.Fxc3 Vxc3+ 25.Bd2 (diagram) Bxe4+ 26.Vxe4 Vc1+ 27.Bd1 d2# 0-1
Reuben Fine–Paul Keres AVRO-verseny (1938), spanyol megnyitás, zárt változat, Worrall-támadás (ECO C86) 0-1
1.e4 e5 2.Hf3 Hc6 3.Fb5 a6 4.Fa4 Hf6 5.O-O Fe7 6.Ve2 b5 7.Fb3 d6 8.a4 Fg4 9.c3 O-O 10.axb5 axb5 11.Bxa8 Vxa8 12.Vxb5 Ha7 13.Ve2 Vxe4 14.Vxe4 Hxe4 15.d4 Fxf3 16.gxf3 Hg5 17.Kg2 Bb8 18.Fc4 exd4 19.cxd4 He6 20.d5 Hc5 21.Hc3 Hc8 22.Be1 Kf8 23.Be2 f5 24.Hb5 Hb6 25.b3 Hxd5 26.Hd4 Hb4 27.Fd2 d5 28.Fxb4 Bxb4 29.Hc6 dxc4 30.Hxb4 cxb3 31.Hd5 Hd3 32.Bd2 b2 33.Bd1 c5 34.Kf1 c4 35.Bb1 Fc5 36.Ke2 Fxf2 37.He3 c3 38.Hc2 He1 39.Ha3 Fc5 40.Kxe1 Fxa3 41.Kd1 Fd6 42.Kc2 Fxh2 43.Bh1 Fe5 44.Bxh7 Kf7 45.Bh1 g5 46.Be1 Kf6 47.Bg1 Kg6 48.Be1 Ff6 49.Bg1 g4 50.fxg4 f4 51.g5 Fd4 52.Bd1 Fe3 53.Kxc3 Fc1 54.Bd6+ Kxg5 55.Bb6 f3 56.Kd3 Kf4 57.Bb8 Kg3 0-1

Vlastimil Hort–Paul Keres Oberhausen (1961), spanyol megnyitás, Morphy-védelem, modern Steinitz-védelem (ECO C71) 0-1
1.e4 e5 2.Hf3 Hc6 3.Fb5 a6 4.Fa4 d6 5.d4 b5 6.Fb3 Hxd4 7.Hxd4 exd4 8.Fd5 Bb8 9.Fc6+ Fd7 10.Fxd7+ Vxd7 11.Vxd4 Hf6 12.O-O Fe7 13.Hc3 O-O 14.a4 Bfe8 15.Vd3 b4 16.Hd5 a5 17.b3 Hxd5 18.exd5 Ff6 19.Bb1 c5 20.Ff4 Fe5 21.Fe3 Bbc8 22.Vc4 Vf5 23.Vb5 Vxc2 24.Vxa5 f5 25.f3 Fb2 26.Va6 Vxb3 27.Ff2 c4 28.Vb7 Bb8 29.Va7 Ba8 30.Vb7 Beb8 31.Vd7 Vc2 32.Vxd6 b3 33.Ve6+ Kh8 34.d6 Ff6 35.Bfc1 Vxc1+ 36.Bxc1 b2 37.Bb1 c3 38.Ve2 Bxa4 39.d7 h6 40.Ve8+ Kh7 41.d8=V Bxd8 42.Vxa4 Bd2 43.Bxb2 cxb2 44.Vb3 Bd8 45.Vc2 Bb8 46.Vb1 g6 47.g4 Ba8 48.Kg2 Ba1 49.Vc2 b1=V 50.Vc7+ Fg7 51.Fd4 Vf1+ 52.Kg3 f4 53.Kxf4 Vc1+ 0-1

## Sakkelméleti munkássága
A megnyitáselmélet kiváló szakértője volt, erről tanúskodnak az általa írt, a világ számos nyelvére lefordított szakkönyvek. Nevét több megnyitási változat is őrzi:
- Késleltetett Keres-támadás a szicíliai védelemben (ECO F81): 1.e4 c5 2.Hf3 d6 3.d4 cxd4 4.Hxd4 Hf6 5.Hc3 e6 6.Fe3 a6 7.g4
- Keres-támadás a Himzowitsch-védelemben (ECO F00): 1.e4 Hc6 2.d4 e5 3.dxe5 Hxe5 4.Hc3
- Keres-védelem az angol megnyitás e5-ös változatában (ECO A21): 1.c4 e5 2.Hc3 d6 3.g3 c6
- Keres-védelem az angol megnyitás e6-os változatában (ECO A14): 1.c4 e6 2.Hf3 d5 3.g3 Hf6 4.Fg2 Fe7 5.O-O c5 6.cxd5 Hxd5 7.Hc3 Hc6
- Keres-védelem (Kenguru-védelem) az ó-indiai védelemben (ECO A40): 1.d4 e6 2.c4 Fb4+
- Keres-védelem a nimzoindiai védelemben (ECO E33): 1.d4 Hf6 2.c4 e6 3.Hc3 Fb4 4.Vc2 O-O 5.a3 Fxc3+ 6.Vxc3 b6
- Keres-védelem a spanyol megnyitásban (ECO C92): 1.e4 e5 2.Hf3 Hc6 3.Fb5 a6 4.Fa4 Hf6 5.O-O Fe7 6.Be1 b5 7.Fb3 d6 8.c3 O-O 9.h3 Hd7
- Keres-csel a Grob-megnyitásban (ECO A00): 1.g4 d5 2.Fg2 c6 3.c4 dxc4 4.Hc3
- Keres-változat az Aljechin-védelemben (ECO F04): 1.e4 Hf6 2.e5 Hd5 3.d4 d6 4.Hf3 g6 5.Fc4 Hb6 6.Fb3 Fg7 7.a4
- Keres-változat az angol megnyitásban (ECO A23): 1.c4 e5 2.Hc3 Hf6 3.g3 c6
- Keres-változat a Grünfeld-védelemben (ECO D98): 1.d4 Hf6 2.c4 g6 3.Hc3 d5 4.Hf3 Fg7 5.Vb3 dxc4 6.Vxc4 O-O 7.e4 Fg4 8.Fe2 Hfd7 9.Fe2 Hb6 10.Vd3 Hc6 11.O-O-O Vc8
- Keres-változat a királycselben (ECO C32): 1.e4 e5 2.f4 d5 3.exd5 e4 4.d3 Hf6 5.Hd2
- Keres-változat a királyindiai támadásban (ECO A07): 1.Hf3 d5 2.g3 Fg4 3.Fg2 Hd7
- Keres-változat a királyindiai védelemben (ECO E93): 1.d4 Hf6 2.c4 g6 3.Hc3 Fg7 4.e4 d6 5.Hf3 O-O 6.Fe2 e5 7.d5 Hbd7 8.Fg5 h6 9.Fh4 g5 10.Fg3 Hh5 11.h4
- Keres-változat a nimzoindiai védelem 4.- Fxc3-as változatában (ECO E25): 1.d4 Hf6 2.c4 e6 3.Hc3 Fb4 4.a3 Fxc3+ 5.bxc3 c5 6.f3 d5 7.cxd5 Hxd5 8.dxc5
- Keres-változat a nimzoindiai védelem 4.- d5-ös változatában (ECO E40): 1.d4 Hf6 2.c4 e6 3.Hc3 Fb4 4.e3 d5 5.a3 Fxc3+ 6.bxc3 c5 7.cxd5 exd5 8.Fd3 O-O 9.He2 b6
- Keres-változat a nimzoindiai védelem 4.- 0-0 változatában (ECO E53): 1.d4 Hf6 2.c4 e6 3.Hc3 Fb4 4.e3 O-O 5.Hf3 d5 6.Fd3 c5 7.O-O b6
- Keres-változat a spanyol megnyitásban (ECO C71): 1.e4 e5 2.Hf3 Hc6 3.Fb5 a6 4.Fa4 d6 5.c4
- Keres-változat a spanyol megnyitásban (ECO C92): 1.e4 e5 2.Hf3 Hc6 3.Fb5 a6 4.Fa4 Hf6 5.O-O Fe7 6.Be1 b5 7.Fb3 d6 8.c3 O-O 9.h3 a5
- Keres-változat a spanyol megnyitásban (ECO C96): 1.e4 e5 2.Hf3 Hc6 3.Fb5 a6 4.Fa4 Hf6 5.O-O Fe7 6.Be1 b5 7.Fb3 d6 8.c3 O-O 9.h3 Ha5 10.Fc2 c5 11.d4 Hd7
- Keres-változat a spanyol megnyitás csereváltozatában (ECO C68): 1.e4 e5 2.Nf3 Nc6 3.Bb5 a6 4.Bxc6 bxc6 5.Nc3
- Keres (Mason, Parnu, Requena)-csel a királycselben (ECO C33): 1.e4 e5 2.f4 exf4 3.Hc3
- Keres (Fillium, Chameleon)-támadás a szicíliai védelemben (ECO F20): 1.e4 c5 2.He2
- Keres-változat a spanyol megnyitás Marshall-változatában (ECO C81): 1.e4 e5 2.Hf3 Hc6 3.Fb5 a6 4.Fa4 Hf6 5.O-O Hxe4 6.d4 b5 7.Fb3 d5 8.dxe5 Fe6
- Keres–Panov-változat a szicíliai védelemben (ECO F81): 1.e4 c5 2.Hf3 d6 3.d4 cxd4 4.Hxd4 Hf6 5.Hc3 e6 6.g4
- Keres–Parma-rendszer az angol megnyitásban (ECO F81): 1.c4 c5 2.Hc3 Hf6 3.Hf3 e6 4.g3 Hc6
- Keres-védelem, transzpozíciós változat (ECO F81): 1.d4 e6 2.c4 Fb4+ 3.Hc3

## Sakkfeladványszerző munkássága
Egészen fiatal korától kezdve foglalkozott a sakkfeladványszerzéssel is. Élete során mintegy 180 sakkfeladványt, többségében kétlépéses mattfeladványt és 30 végjátéktanulmányt készített. Először 1933-ban, 17 éves korában nyert díjat egy norvég sakkfeladványszerző versenyen, majd 1935-ben egy svéd versenyen. 1936-ban a Magyar Sakkvilágban is jelent meg egy feladványa. Egy 1947-es bástyavégjátéka első díjat nyert a Szovjetunió sakkfeladványszerző versenyén. A végjátéktanulmányok körében a legnagyobb sikerét 1947-ben a Szovjetunió első sakkfeladványszerző versenyén érte el, amelyen a 3. helyet szerezte meg.

## Díjai, elismerései
- 1957: Megkapta a Szovjetunió A Munka Vörös Zászló Érdemrendje kitüntetést.
- 1959-ben és 1962-ben Észtországban az Év sportolójának választották.[97]
- 1966: Becsület érdemrend (Znak pocseta).

## Emlékezete

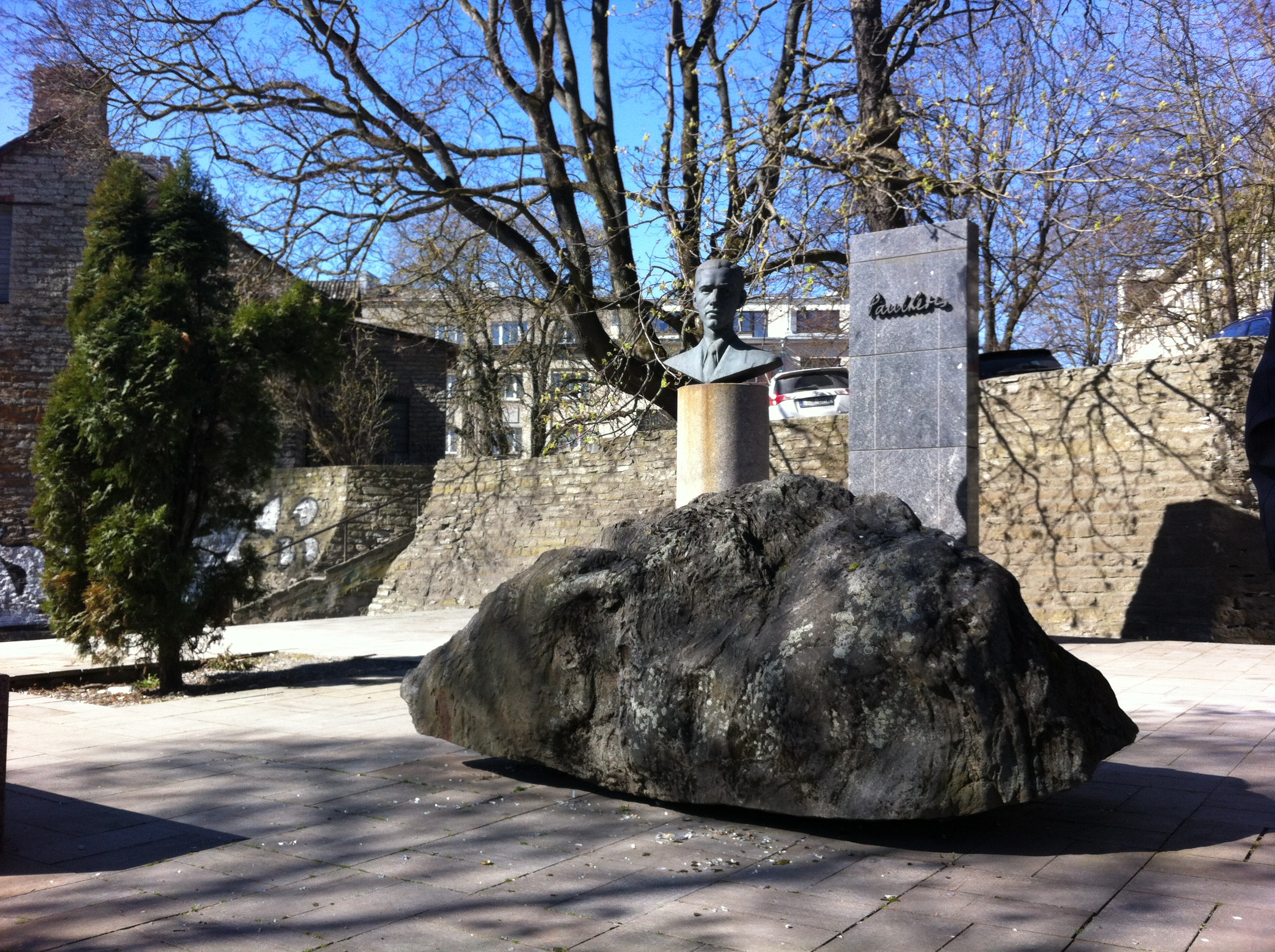
Paul Keres emlékműve Észtország
fővárosban, Tallinnban

- A Tallinnban rendezett hagyományos sakktornát 1977 óta Paul Keres-emlékversenynek nevezik.[98]
- A Vancouverben hagyományosan megrendezésre kerülő sakkversenyt, amelyen halála előtt Keres utolsó versenyét nyerte, 1977 óta Paul Keres-emlékversenynek nevezik.[99]
- Több észt városban neveztek el róla utcát, Tallinnban[100] és Pärnuben emlékművet állítottak neki.[101]
- Tallinnban a Vene 29.[102] alatt található a Paul Kerese Malemaja (Paul Keres Sakkház), amelyet 1975-ben neveztek el az észt nagymesterről, és amelyet ma a szellemi sportok észt központjának tartanak.[103]
- Az 1992–2011 között, az euró bevezetéséig forgalomban volt észt ötkoronás bankjegyen Paul Keres arcképe szerepelt.[6]
- 1991-ben a Szovjetunió által kiadott 15 kopejkás bélyegen szerepelt az arcképe.
- 2000-ben az évszázad észt sportemberének választották.
- 2016-ot, születésének 100. évfordulóját a Nemzetközi Sakkszövetség (FIDE) Paul Keres évének nyilvánította.[104]
- Születésének 100. évfordulójára 2016-ban szülővárosában Narvában állítanak emlékművet neki.[104]

## Statisztikák

### Versenyeredményei
1929 és 1975 közötti versenyein összesen 1020 játszmában győzött, 808-szor döntetlent ért el, és csak 207 alkalommal szenvedett vereséget. A versenyeken elért eredményei a rejtett táblázatban láthatók.
Jelölések: „+” jelzi a győzelmek, „-” a vereségek, „=” a döntetlenek számát.
| Év      | Verseny                          | Hely. | Megjegyzés                                                                      |
| ------- | -------------------------------- | ----- | ------------------------------------------------------------------------------- |
| 1929    | Pärnu bajnoksága                 | 1     | +13−4=1                                                                         |
| 1930    | Észt ifjúsági bajnokság          | 1     | +7−0=2                                                                          |
| 1932    | Észt ifjúsági bajnoksága         | 1     | +9−0=0                                                                          |
| 1933    | Észt ifjúsági bajnoksága         | 1     | +11−0=1                                                                         |
| 1933    | Észtország bajnoksága            | 3–4   |                                                                                 |
| 1934    | Észtország bajnoksága            | 2     | +6−1=2                                                                          |
| 1935    | Észtország bajnoksága            | 1–2   | +6−2=1 A rájátszásban 2–1 arányban nyert Gunnar Friedeman ellen                 |
| 1935    | Varsó 1935-ös sakkolimpia        | –     | +11−5=3 Észtország 1. tábláján                                                  |
| 1935    | Helsinki                         | 2     | Paulino Frydman nyert                                                           |
| 1936    | Nauheim                          | 1–2   | megosztott 1–2. hely Aljechinnel                                                |
| 1936    | Drezda                           | 8–9   | Aljechin nyert                                                                  |
| 1936    | Zandvoort                        | 3–4   | Fine nyert                                                                      |
| 1937    | Margate                          | 1–2   | megosztott 1–2. hely Reuben Fine-nal                                            |
| 1937    | Oostende                         | 1–3   | megosztott 1–3. hely Henri Grobbal és Reuben Fine-nal                           |
| 1937    | Prága                            | 1     | Zinner előtt                                                                    |
| 1937    | Bécs                             | 1     | Négyes körverseny                                                               |
| 1937    | Kemeri                           | 4–5   | Reshevsky, Flohr, és Petrovs a megosztott 1–3. helyen                           |
| 1937    | Pärnu                            | 2–4   | Paul Felix Schmidt nyert                                                        |
| 1937    | Stockholm 1937-es sakkolimpia    | –     | egyéni ezüst (+9−2=4) Észtország 1. tábláján                                    |
| 1937    | Semmering/Baden                  | 1     | Reuben Fine előtt                                                               |
| 1937/38 | Hastings                         | 2–3   | Reshevsky nyert                                                                 |
| 1938    | Noordwijk                        | 2     | Eliskases nyert                                                                 |
| 1938    | AVRO                             | 1–2   | megosztott 1–2. hely Reuben Fine-nal, Botvinnik előtt                           |
| 1939    | Leningrád–Moszkva                | 12–13 | Salo Flohr nyert                                                                |
| 1939    | Margate                          | 1     | Capablanca és Flohr előtt                                                       |
| 1939    | Buenos Aires 1939-es sakkolimpia | –     | +12−2=5 az 1. táblán bronzérem Észtország csapatával                            |
| 1939    | Buenos Aires                     | 1–2   | megosztott 1–2. hely Najdorffal                                                 |
| 1940    | Szovjet bajnokság                | 4     | Lilienthal és Bondarevszkij nyert                                               |
| 1941    | Szovjetunió abszolút bajnoksága  | 2     | Botvinnik mögött                                                                |
| 1942    | Tallinn                          | 1     | Észt sakkbajnokság (+15−0=0)                                                    |
| 1942    | Salzburg                         | 2     | Aljechin mögött                                                                 |
| 1942    | München                          | 2     | "Egyéni sakk-Európa-bajnokság", Aljechin mögött                                 |
| 1943    | Prága                            | 2     | Aljechin mögött                                                                 |
| 1943    | Poznań                           | 1     | Ernst Grünfeld előtt                                                            |
| 1943    | Salzburg                         | 1–2   | megosztott 1–2. hely Aljechinnel                                                |
| 1943    | Tallinn                          | 1     | Észt sakkbajnokság (+6−1=4)                                                     |
| 1943    | Madrid                           | 1     |                                                                                 |
| 1944    | Lidköping                        | 2     | Svéd sakkbajnokság                                                              |
| 1944/45 | Riga                             | 1     | A Baltikum sakkbajnoksága                                                       |
| 1946    | Tbiliszi                         | 1     | Grúz sakkbajnokság                                                              |
| 1947    | Pärnu                            | 1     |                                                                                 |
| 1947    | Szovjet bajnokság                | 1     |                                                                                 |
| 1947    | Moszkva                          | 6–7   |                                                                                 |
| 1948    | 1948-as sakkvilágbajnokság       | 3–4   | Botvinnik 1., Szmiszlov 2.                                                      |
| 1949    | Szovjet bajnokság                | 8     |                                                                                 |
| 1950    | Budapest                         | 4     | Világbajnokjelöltek versenye, Bronstejn és Boleszlavszkij 1–2., Szmiszlov 3.    |
| 1950    | Szczawno-Zdrój                   | 1     |                                                                                 |
| 1950    | Szovjet bajnokság                | 1     |                                                                                 |
| 1951    | Szovjet bajnokság                | 1     |                                                                                 |
| 1952    | Szovjet bajnokság                | 10–11 | Botvinnik nyerte                                                                |
| 1952    | Budapest                         | 1     |                                                                                 |
| 1952    | Helsinki 1952-es sakkolimpia     | –     | +3−2=7 az 1. táblán aranyérem a Szovjetunió csapatával                          |
| 1953    | Zürich                           | 2–4   | Világbajnokjelöltek versenye, Szmiszlov 1.                                      |
| 1954    | Amszterdam 1954-es sakkolimpia   | –     | egyéni és csapat aranyérem (+13−0=1) a Szovjetunió csapatának 4. tábláján       |
| 1954/55 | Hastings                         | 1–2   | megosztott 1–2. hely Szmiszlovval                                               |
| 1955    | Szovjet bajnokság                | 7–8   | Geller nyert                                                                    |
| 1955    | Göteborg                         | 2     | Zónaközi verseny, Bronstejn nyert                                               |
| 1956    | Amszterdam                       | 2     | Világbajnokjelöltek versenye, Szmiszlov nyert                                   |
| 1956    | Moszkva 1956-os sakkolimpia      | –     | egyéni és csapat arany (+7−0=5) a Szovjetunió válogatottjának 3. tábláján       |
| 1956    | Moszkva                          | 7–8   |                                                                                 |
| 1957    | Szovjet bajnokság                | 2–3   | Tal nyert                                                                       |
| 1957    | Mar del Plata                    | 1     |                                                                                 |
| 1957    | Santiago                         | 1     |                                                                                 |
| 1957/58 | Hastings                         | 1     |                                                                                 |
| 1958    | München 1958-as sakkolimpia      | –     | egyéni és csapat aranyérem (+7−0=5) a Szovjetunió válogatottjának 3. tábláján   |
| 1959    | Szovjet bajnokság                | 7–8   | Petroszján nyert                                                                |
| 1959    | Zürich                           | 3–4   | Tal nyert                                                                       |
| 1959    | Bled/Belgrád/Zágráb              | 2     | Világbajnokjelöltek versenye, Tal nyert                                         |
| 1959/60 | Stockholm                        | 3     |                                                                                 |
| 1960    | Lipcse 1960-as sakkolimpia       | –     | egyéni és csapat arany (+8−0=5) a Szovjetunió válogatottjának 3. tábláján       |
| 1961    | Zürich                           | 1     |                                                                                 |
| 1961    | Bled                             | 3–5   | Tal nyert                                                                       |
| 1961    | Szovjet bajnokság                | 8–11  |                                                                                 |
| 1962    | Curaçao                          | 2–3   | 1962-es világbajnokjelölti verseny, Petroszján nyert                            |
| 1962    | Várna 1962-es sakkolimpia        | −     | Egyéni bronz és csapat arany (+6−0=7) a Szovjetunió válogatottjának 4. tábláján |
| 1963    | Los Angeles                      | 1–2   | első Piatigorsky Kupa, megosztott 1–2. hely Petroszjánnal                       |
| 1964    | Beverwijk                        | 1–2   | Hoogovens torna, megosztott 1–2. hely Iivo Nei-jel                              |
| 1964    | Buenos Aires                     | 1–2   | megosztott 1–2. hely Petroszjánnal                                              |
| 1964    | Tel Aviv 1964-es sakkolimpia     | −     | egyéni és csapat arany (+9−1=2) a Szovjetunió válogatottjának 4. tábláján       |
| 1964/65 | Hastings                         | 1     |                                                                                 |
| 1965    | Mariánské Lázně                  | 1–2   | megosztott 1–2. hely Horttal                                                    |
| 1965    | Szovjet bajnokság                | 6     | Leonyid Stejn nyert                                                             |
| 1966/67 | Stockholm                        | 1     |                                                                                 |
| 1967    | Moszkva                          | 9–12  |                                                                                 |
| 1967    | Winnipeg                         | 3–4   |                                                                                 |
| 1968    | Bamberg                          | 1     |                                                                                 |
| 1969    | Beverwijk                        | 3–4   | Hoogovens torna, Botvinnik és Geller mögött                                     |
| 1969    | Tallinn                          | 2–3   |                                                                                 |
| 1970    | Budapest                         | 1     |                                                                                 |
| 1971    | Amszterdam                       | 2–4   |                                                                                 |
| 1971    | Pärnu                            | 2–3   |                                                                                 |
| 1971    | Tallinn                          | 3–6   |                                                                                 |
| 1972    | Szarajevó                        | 3–5   |                                                                                 |
| 1972    | San Antonio                      | 5     | Karpov, Petroszján, and Portisch megosztott 1–3. helyezettek                    |
| 1973    | Tallinn                          | 3–6   |                                                                                 |
| 1973    | Dortmund                         | 6–7   |                                                                                 |
| 1973    | Petropolis                       | 12–13 | Zónaközi verseny, Mecking 1.; Geller, Polugajevszkij, és Portisch 2–4.          |
| 1973    | Szovjet bajnokság                | 9–12  | Szpasszkij nyert                                                                |
| 1975    | Tallinn                          | 1     |                                                                                 |
| 1975    | Vancouver                        | 1     |                                                                                 |

### Párosmérkőzései
1935 és 1970 között tíz párosmérkőzést játszott, amelyek közül csak Borisz Szpasszkijtól szenvedett vereséget 1965-ben a világbajnokjelöltek versenyének negyeddöntőjében.
Jelölések: „+” jelzi a győzelmek, „-” a vereségek, „=” a döntetlenek számát.
| Év      | Ellenfél           | Eredmény |
| ------- | ------------------ | -------- |
| 1935    | Gunnar Friedemann  | +2 −1 =0 |
| 1935    | Feliks Kibbermann  | +3 −1 =0 |
| 1936    | Paul Felix Schmidt | +3 −3 =1 |
| 1938    | Gideon Ståhlberg   | +2 −2 =4 |
| 1939/40 | Max Euwe           | +6 −5 =3 |
| 1944    | Folke Ekström      | +4 −0 =2 |
| 1956    | Wolfgang Unzicker  | +4 −0 =4 |
| 1962    | Jefim Geller       | +2 −1 =5 |
| 1965    | Borisz Szpasszkij  | +2 −4 =4 |
| 1970    | Borislav Ivkov     | +2 −0 =2 |

### Eredményei a legerősebb nagymesterek ellen
| - Alekszandr Aljechin: +1 –5 =8 - Mihail Botvinnik: +3 –8 =9 - David Bronstejn: +4 –7 =19 - José Raúl Capablanca: +1 –0 =5 | - Max Euwe: +11 –7 =9 - Reuben Fine: +3 –1 =8 - Bobby Fischer: +3 –4 =3 - Jefim Geller: +9 –7 =21 | - Anatolij Karpov: +0 –0 =2 - Viktor Korcsnoj: +4 –1 =12 - Bent Larsen: +2 –0 =4 - Tigran Petroszján: +3 –3 =29 | - Portisch Lajos: +1 –4 =3 - Vaszilij Szmiszlov: +9 –9 =22 - Borisz Szpasszkij: +3 –5 =19 - Mihail Tal: +8 –5 =17 |

## Érdekességek
- A rekordok között jegyzik fel, hogy ő adta a legtöbb egymás utáni sakkot egyetlen játszmában, szám szerint 38-at, Westerinen ellen, sötéttel (Tallinn, 1969; a játszma a 82. lépésben döntetlenül végződött).[122]
- Kedvelte az autókat, és 1963-ban, az első Piatigorsky-emlékversenyen, Los Angelesben a holtversenyes 1. helyezésért járó készpénzdíj helyett egy Rambler Classic 660 márkájú autót kért.[123]

## Szakirodalom

### Megjelent könyvei
- Paul Keres: Gij en ik aan het schaakbord. Geschiedenis van het schaakspel, eerste beginselen, elementaire eindspelen en openingstheorie. Vertaald door Lodewijk Prins. P.N. van Kampen en Zoon, Amsterdam 1941.
- Школа шахматной игры.  – Таллин, 1948.  – 112 с (Переизд.: Элиста, 1997. ISBN 5-7102-0171-5)
- Keres, Paul. Теория шахматных дебютов Открытые дебюты. Ishi Press (1949). ISBN 4871875474
- Матч-турнир на первенство мира по шахматам : Гаага  – Москва, 1948 г.  – Таллин: Эст. гос. изд-во, 1950.  – 332 с.
- Теория шахматных дебютов : Открытые дебюты.  – Таллин, 1949 – 1952.  – Ч. [1]-2.
- Французская защита.  – Москва: Физкультура и спорт, 1958.  – 262 с.
- Keres, Paul. Keres' Best Games of Chess. Ishi Press (1960). ISBN 4871875482
- Keres, Paul. Moderne Theorie der Schacheröffnungen Dreispringerspiel bis Königsgambit. Ishi Press (1960). ISBN 4871875431
- Keres, Paul, Kotov, Alexander. The Art of the Middle Game. Penguin Books (1964)
- Сто партий.  – Москва: Физкультура и спорт, 1966.  – 384 с.
- Paul Keres: "Dreispringerspiel bis Königsgambit". Sportverlag, Berlin, 1968
- Keres, Paul. Practical Chess Endings. R.H.M. Press (1973). ISBN 0-89058-028-6
- Paul Keres: Ausgewählte Partien 1931 – 1958. 2. Auflage. Vermande Schachverlag, Ijmuiden 1976. ISBN 90-6040-440-8
- Paul Keres: Ausgewählte Partien 1931-1958, Variant, 1983, ISBN 90-6448-518-6
- Paul Keres: Come giocare i finali di pedoni e pezzi leggeri – Ed. Mursia, 1988
- Paul Keres: Photographs and games. Demerlen, Tallinn, 1995. ISBN 9985-60-122-X
- Paul Keres: The Quest for Perfection, Batsford, 1997, ISBN 0-7134-8062-9
- Paul Keres, Iivo Neï: 4x25, Mes parties favorites de Fischer, Spassky, Kortchnoï et Larsen, éditions Chessy, 2004
- Paul Keres: Partite scelte vol. 1 – Ed. Caissa Italia, 2008
- Paul Keres et Alexandre Kotov, The Art of the Middle Game, éd. Dover

### Róla szóló könyvek
- Varnusz Egon: Paul Keres´ best games Volume 1: Closed Games, Cadogan Chess, 1995. ISBN 1-85744-064-1
- Varnusz Egon: Paul Keres´ best games Volume 2: Open ande Semi-Open Games, Pergamon, 1990. ISBN 0-08-037140-X
- Paul Keres: der Komponist = the Composer, by Alexander Hildebrand, F. Chlubna, Vienna, 1999
- Siep H. Postma: Paul Keres. Ausgewählte Partien 1958 – 1975. Smit, Hengelo, 1982
- Suetin, Alexej: Das Schachgenie Paul Keres. Sportverlag, Berlin 1987. ISBN 3-328-00206-5
- Erich Carl: Paul Keres. (Kleine Schachbücherei Band 17). Beyer Verlag, Hollfeld 1983. ISBN 3-88805-007-3
- (angolul) Power Chess, Great Grandmaster Battles from Russia, édité par Burt Hochberg, McKay, 1991
- Finales d'échecs pratiques, éd. Éditions Grasset & Fasquelle-Europe Échecs, 1992
- Hildebrand, Alexander; Chlubna, Friedrich: Paul Keres der Komponist., Friedrich Chlubna, Wien, 1999
- Grandmaster of Chess: The Early Games of Paul Keres, traduit et édité par Harry Golombek, éd. Herbert Jenkins, 1964
- Grandmaster of Chess – The Middle Years of Paul Keres, traduit et édité par Golombek, éd. Herbert Jenkins, 1966
- Grandmaster of Chess – The Later Years of Paul Keres, traduit et édité par Golombek, éd. Arco, 1969
- Grandmaster of Chess – The Complete Games of Paul Keres, traduit et édité par Golombek, éd. Arco, 1972
- The Road to the Top (1929-1950), éd. Batsford, 1996
- The Quest for Perfection (1950-1975), éd. Batsford, 1997
- Valter Heuer: Meie Keres (1977)
- Mälestusi Paul Keresest. Koostanud Merike Rõtova (1983)
- Jakov Neustadt: Paul Kerese maleülikool (1992)
- Paul Keres photographs and games. Koostanud Hendrik Olde (1995)
- Paul Keres. Igavene tuli. Valik kirjutisi. Koostanud Simo Runnel (2006)
- Valter Heuer, Meie Keres (raamatu "Meie Keres: kujunemisaastad" täiendatud ja muudetud väljaanne). Saatesõnad: Ülo Tuulik ja suurmeister Genna Sosonko, Kirjastus Argo, Tallinn 2011, 656 lk; ISBN 9789949466177
- "Malemeister Paul Keres GPU valve all". Meie Maa (Kuressaare: 1919-1944) nr.32, 19. märts 1942, lk 6,7.
- Hendrik Olde: Paul Keres – Photographs and Games – Demerlen Ed. 1995

További róla szóló könyvek Edward Winter gyűjtése alapján:
- Keres’ Best Games 1932-1936 by F. Reinfeld (New York, 1937)
- Keres’ Best Games Part II –1937 by F. Reinfeld (New York, 1937)
- Keres’ Best Games of Chess 1931-1940 by F. Reinfeld (London, 1941 és Philadelphia, 1942)
- Keres’ Bedste Skakpartier 1931-1937 by F. Reinfeld (Copenhagen, 1947)
- Keres’ Best Games of Chess 1931-1948 by F. Reinfeld (New York, 1949 és 1960)
- 50 Paul Keresin loistopeliä by E. Ridala (Mikkeli, 1957), német fordítása: Weltgeschiche des Schachs: Keres by E. Wildhagen (Hamburg, 1960)
- Keres Siegt (Hamburg, circa 1960)
- Meie Keres by V. Heuer (Tallinn, 1977)
- Paul Keres by P. Bagnoli (Santa Maria Capua Vetere, 1978)
- Paul Keres by D. Marović (Zagreb, 1979)
- Paul Keres 50 parties (1916-1939) by J.-A. Le Monnier (Besançon, 1979)
- Shahmatnyy universitet Paulja Keresa by I. Neishtadt (Moscow, 1982), fordításban megjelent angolul, németül és magyarul
- Paul Keres Ausgewählte Partien 1958-1975 by H. Postma (Hengelo, 1982)
- Paul Keres by E. Carl (Hollfeld/Of., 1983)
- Mälestusi Paul Keresest by M. Rõtova (Tallinn, 1983)
- Paul Keres Inter Pares by P. Kivine and M. Remmel (Tallinn, 1985)
- Paul Keres’ Best Games, volumes 1 and 2 by E. Varnusz (Oxford, 1987 és 1990)
- Das Schachgenie Paul Keres by A. Suetin (East Berlin, 1987)
- Keres 222 partidas (Madrid, 1989)
- Paul Keres Photographs and Games by H. Olde (Tallinn, 1995)
- Keres Biografía 53 partidas magistrales by J. Chiappini (Rosario, 2001)
- Klassiki shakhmatnogo mira: Paul Keres by V. Heuer (Moscow, 2004)
- Sigrai kak Keres by N.G. Yakovlev (Saint Petersburg, 2005)
- Le partite per corrispondenza di Paul Keres by C.A. Pagni (Venice, 2008)
- Paul Keres Machine Gun Keres by R. Long (Davenport, 2012)
- Meenutusi Paul Keresest by P. Tamm (Võru, 2014)